# Czerniejewo (gemeente)

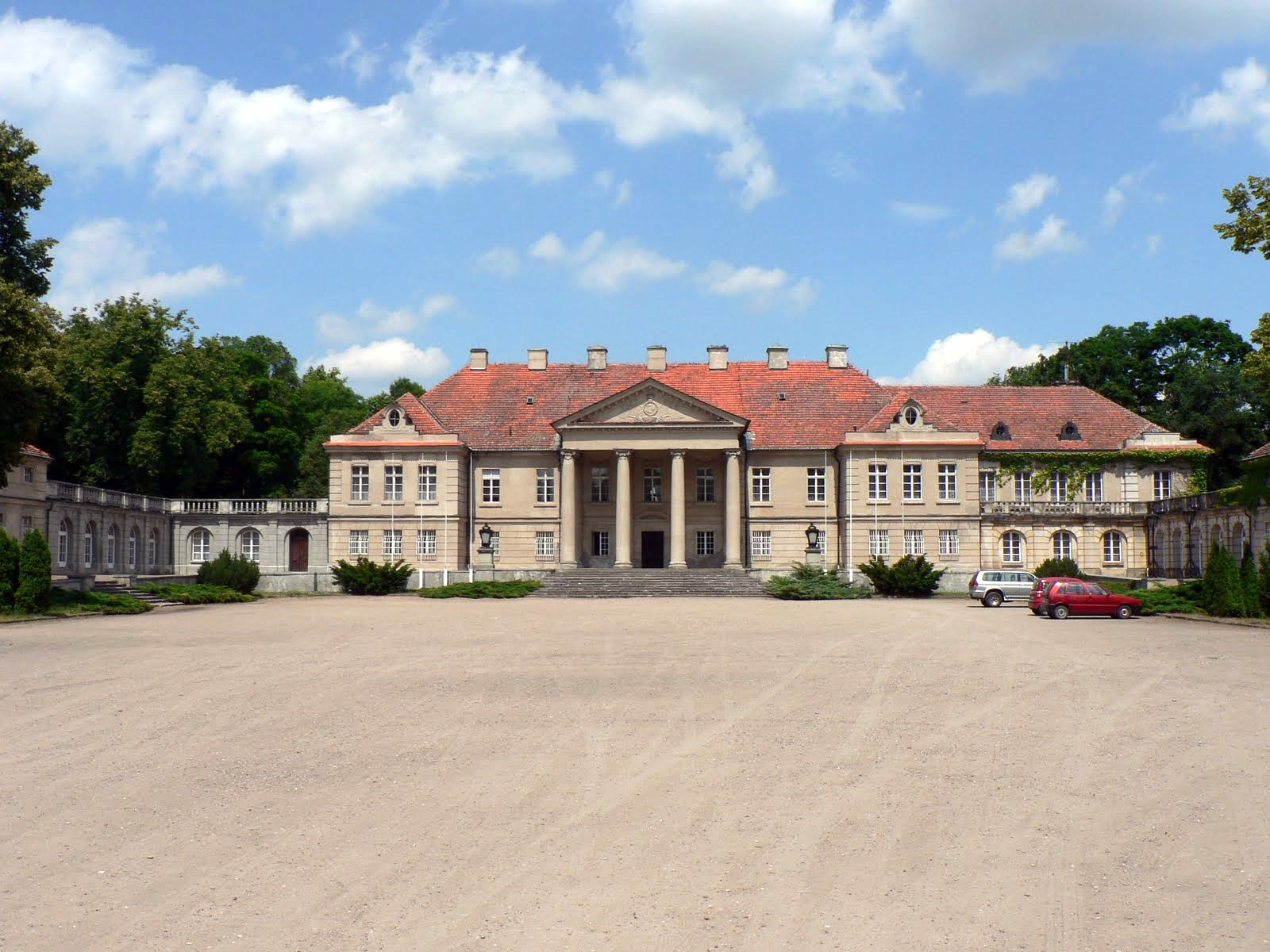
Paleis

De gemeente Czerniejewo is een stad- en landgemeente in het Poolse woiwodschap Groot-Polen, in powiat Gnieźnieński.
De zetel van de gemeente is in Czerniejewo.
Op 30 juni 2004 telde de gemeente 6880 inwoners.

## Oppervlaktegegevens
In 2002 bedroeg de totale oppervlakte van gemeente Czerniejewo 112,01 km², waarvan:
- agrarisch gebied: 62%
- bossen: 30%

De gemeente beslaat 8,93% van de totale oppervlakte van de powiat.

## Demografie
Stand op 30 juni 2004:
| Omschrijving                   | Totaal | Totaal | Vrouwen | Vrouwen | Mannen | Mannen |
| ------------------------------ | ------ | ------ | ------- | ------- | ------ | ------ |
| eenheid                        | aantal | %      | aantal  | %       | aantal | %      |
| inwoners                       | 6880   | 100    | 3385    | 49,2    | 3495   | 50,8   |
| bevolkingsdichtheid (inw./km²) | 61,4   | 61,4   | 30,2    | 30,2    | 31,2   | 31,2   |

In 2002 bedroeg het gemiddelde inkomen per inwoner 1274,44 zł.

## Administratieve plaatsen (sołectwo)
Czeluścin, Gębarzewo, Goraniec, Goranin, Graby, Kąpiel, Kosowo, Nidom, Pakszyn, Pakszynek, Pawłowo, Rakowo, Szczytniki Czerniejewskie, Żydowo.

## Overige plaatsen
Gębarzewko, Golimowo, Kosmowo.

## Aangrenzende gemeenten
Gniezno, Gniezno, Łubowo, Nekla, Niechanowo, Pobiedziska, Września